# بروتس
بروتس أو ماركوس يونيوس بروتس (85 ق م - 42 ق م) (باللاتينية: Marcus Junius Brutus) ، كان من رجال السياسة في الجمهورية الرومانية وعضوًا في مجلس الشيوخ الروماني وله شهرة كبيرة لاشتراكه في مؤامرة اغتيال يوليوس قيصر.
زادت شهرته بعد أن جعله وليم شكسبير شخصية محورية في مسرحيته يوليوس قيصر، خصوصاً بعد أن قال شكسبير على لسان قيصر عند اغتياله إحدى أشهر جمل المسرحية، ألا وهي: حتى أنت يا بروتس؟

## النشأة
كان بروتس ابن ماركوس جونيوس بروتس العظيم، وكانت أمه سرڤليا أختاً غير شقيقة لكاتو، وزوجته بورشيا ابنة كاتو وأرملة ببيولس عدو قيصر؛ وقد كان والده موظفا لدى بومبيوس الكبير. ويقال أنه هناك احتمال أن يكون يوليوس قيصر والده الحقيقي.

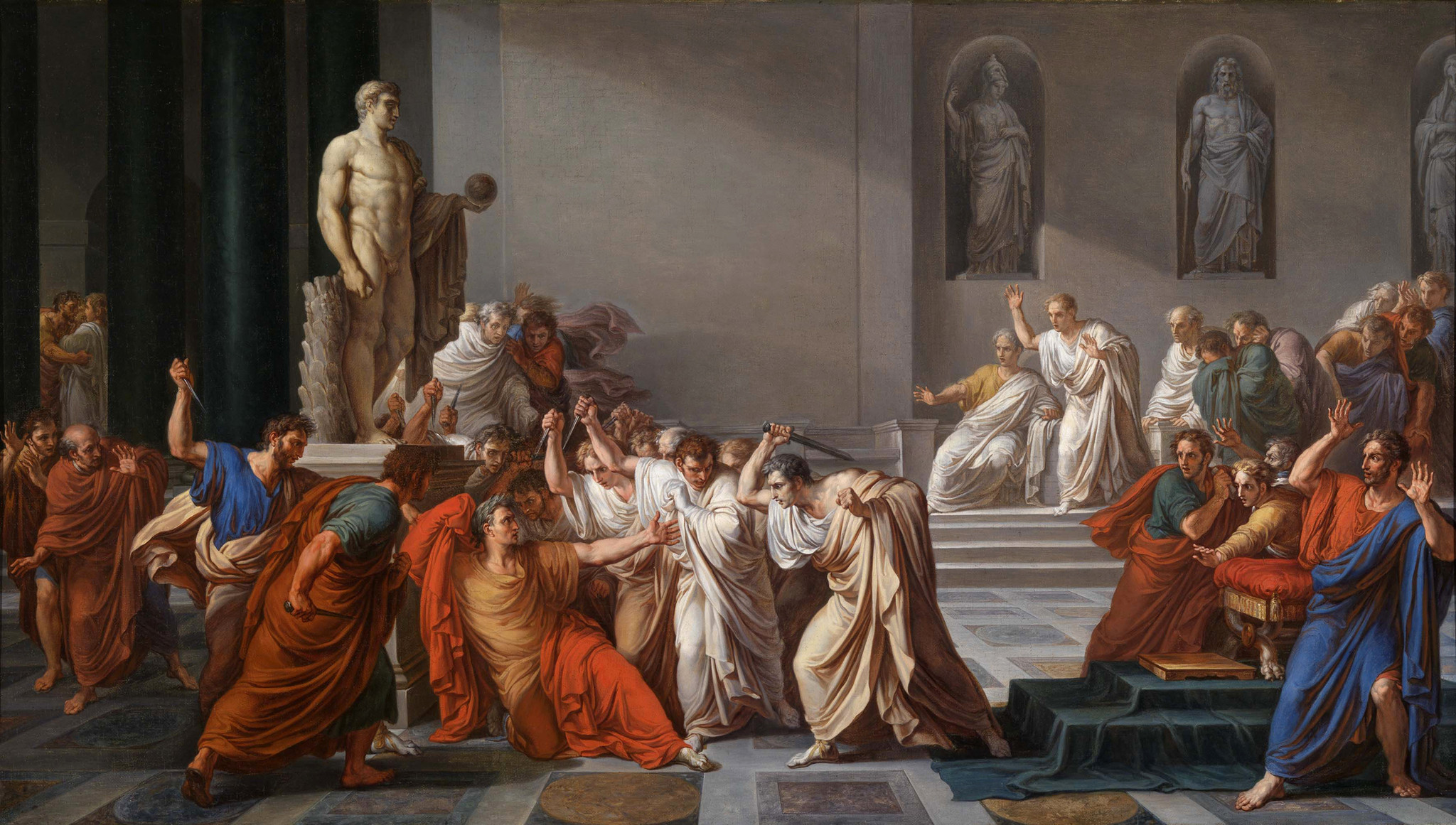
"وفاة قيصر" بريشة Vincenzo Camuccini

## مؤامرة قتل يوليوس قيصر

### الظروف في روما
بعد الانتصارات التي حققها يوليوس قيصر في خارج روما ونجاحه في إخماد الحرب الأهلية هناك وتمام سيطرته على الفتن، قرر العودة إلى روما، وقد علم الأشراف بذلك فرأوا الفناء يحل بهم عند عودة قيصر، ولذلك عقدوا النية على قتله قبل أن يغادر البلاد. وكان قيصر قد عامل هؤلاء الأشراف معاملة كريمة أطلقت لسان شيشرون بالثناء عليه. وكان قد عفا عن كل من استسلم له من أعدائه، ولم يحكم بالإعدام إلا على عدد قليل من الضباط الذين خانوا عهده فحاربوه بعد أن هزمهم وعفا عنهم. وكان قد أحرق كل الرسائل التي عثر عليها في خيمة بومبيوس وسكيبيو من غير أن يقرأها، وأرسل ابنة بومبيوس وأحفاده الأسرى إلى سكستوس ابن بومبيوس، وكان لا يزال في حرب معه، وأصلح تمثال يوميوس وأقامه في موضعه بعد أن طرحه أتباعه على الأرض؛ وعين بروتس وكاسيوس واليين على اثنتين من الولايات، كما عين غيرهما من الأشراف في بعض المناصب العليا، وصبر على كثير من الأذى والمثالب دون أن يشكو أو يتذمر، ولم يتخذ شيئاً من الإجراءات ضد من كان يظن أنهم يأتمرون به ليقتلوه.
أما شيشرون الذي طالما لبس لكل حالة لبوسها، وأدار شراعه لكل ريح، فإن قيصر لم يكتف بالعفو عنه بل كرمه ولم يبخل عليه بشيء مما طلبه الخطيب العظيم لنفسه أو لأصدقائه البمبيين، بل نه انصاع لإلحاف شيشرون، فعفا عن ماركس مرسلس وهو الرجل الذي خرج على قيصر ولم يندم على فعله. وقد امتدح شيشرون في خطبة له رنانة عنوانها «إلى مرسلس» «كرم قيصر الذي لا يصدقه العقل»، وقال عن بومبي إنه لو انتصر لكان أشد منه انتقاماً من أعدائه.
ثم أضاف إلى ذلك قوله: «لقد سمعت مع الأسف الشديد عباراتك الفلسفية المشهورة lam satis vivi لقد نلت كفايتي من طول الحياة ومن الشهرة... ورجائي إليك أن تطرح حكمة الحكماء.. ولا تكن حكيماً إذا عرضتك الحكمة للأخطار.. إنك لا تزال بعيداً كل البعد عن إنجاز أعمالك العظيمة، بل إنك لم تضع بعد أسسها» ثم وعد قيصر وعداً صادقاً باسم مجلس الشيوخ كله بأنهم سيسهرون على سلامته ويصدون بأجسامهم كل اعتداء عليه.
وأثرى شيشرون في ذلك الوقت ثراء جعله يفكر في شراء قصر آخر هذا القصر غير قصر صلا نفسه. وكان يستمتع بالمآدب التي يدعوه إليها أنطونيوس ويلبس وغيرهما من أعوان قيصر، ولم تكن رسائله في أي وقت مضى أكثر بهجة مما كانت في ذلك الوقت. غير أن قيصر لم ينخدع بهذا كله، فقد كتب إلى ماريوس يقول: «إذا كان في الناس من هو ظريف فذاك شيشرون ولكنه يبغضني أشد البغض». وكان قيصر صادقاً في قوله، فلما أن عاد البمبيون إلى مناوأة قيصر بعد أن أمنوا جانبه ارتمى هذا الأديب التلراني في أحضانهم وكتب يثني على كاتو الأصغر ثناء ما كان أجدره بأن ينبه قيصر إلى ما يحيط به من الأخطار. غير أن قيصر لم يفعل أكثر من أن يرد على شيشرون بكتابة ضد كاتو Anti- Cato لا تدل على حصافة عقله. ذلك أنه بعمله هذا أمكن خصمه من أن يختار السلاح الذي ينازله به، وكانت نتيجة هذا أن انتصر الخطيب عليه، وأثنى الرأي العام على أسلوب شيشرون كما أثنى على الحاكم الذي اختار أن يكتب رسالة وهو قادر على أن يوقع أمراً بالإعدام. وبعد فإن الذين حرموا ما كان لهم من سلطان لا يمكن أن تستل سخائمهم بالعفو عن مقاومتهم لمن حرمهم هذا السلطان، وليس عفوك عمن عنك بأقل صعوبة عمن آذيته.
ومصداق هذا أن الأشراف في مجلس الشيوخ الذي لم يكن يجرؤ على رفض المقترحات التي عرضها عليه قيصر حسب الأصول الدستورية أخذوا يتبرمون وينددون تنديد الوطنيين الصادقين بالقضاء على الحرية التي أتخمت بالمال خزائنهم، وعز عليهم أن يقروا بأن عودة النظام تتطلب التضحية ببعض حريتهم. وقد روعهم وجود كليوباترا وقيصريون في روما.
نعم إن قيصر كان يعيش مع زوجته كلبيرنيا وإنهما كانا يتبادلان المحبة في الظاهر، ولكن من ذا الذي يعرف- ومن ذا الذي تطاوعه نفسه على ألا يذيع- ما كان يحدث في أثناء زياراته الكثيرة للملكة العظيمة الجميلة؟ وأكدت الشائعات أنه يريد أن ينصب نفسه ملكاً، وأن يتزوج كليوباترا، وأن ينقل عاصمة دولتهما المتحدة إلى بلاد الشرق. ألم يأمر بأن يقام له تمثال على الكبتول بجوار تماثيل ملوك رومه الأقدمين؟- ألم تطبع صورته على النقود الرومانية؟ وهي وقاحة لم يسبق لها نظير. ألم يلبس جلابيب أرجوانية من اللون الذي كان يحتفظ به عادة للملوك؟ لقد حاءه القنصل أنطونيوس يوم عيد لبركاليا في الخامس عشر من فبراير عام 44 عاري الجسد إلا من جلود الماعز التي كان يلبسها الكهنة في ذلك العيد ثملاً من كثرة ما احتسى من الخمر، وحاول ثلاث مرات أن يضع التاج الملكي على رأس قيصر؛ ورفضه قيصر في المرات الثلاث.
ولكن ألم يكن سبب هذا الرفض أن الجماهير قد أبدت غضبها من هذا العمل وإن أبدته همساً؟ ألم يقص التربيونين عن منصبيها لأنهما رفعا عن تمثاله الإكليل الملكي الذي وضعه عليه أصدقاؤه ولما أقبل عليه الشيوخ وهو جالس في هيكل فينوس لم يقم واقفاً لاستقبالهم. وقال بعضهم إنه قد أقعدته وقتئذ نوبة صرع، وقال غيرهم إنه كان يشكو إسهالاً شديداً، وإنه ظل جالساً حتى لا تتحرك أمعاؤه في هذه اللحظة غير المواتية، ولكن كثيرين من الأشراف كانوا يخشون أن ينادي به ملكاً في أي يوم.

### تدبير الخطة
أقبل كيوس كاسيوس، وهو رجل مريض الجسم- «أصفر نحيل» كما يصفه أفلوطرخس، على ماركس بروتس واقترح عليه اغتيال قيصر. وكان قبل ذلك قد عرض خطته على جماعة من الشيوخ وعلى بعض الممولين الذين قل ما ينهبونه من الولايات مذ وضع قيصر القيود الشديدة على الملتزمين، بل عرضها أيضاً على بعض القواد في جيش قيصر الذين أحسوا بأم ما حباهم به من المناصب والغنائم كان أقل مما يستحقون، وكان هؤلاء كلهم قد وافقوا عليها.
وكان المتآمرين في حاجة إلى بروتس ليكون هو رافع لواء المؤامرة، لأنه اشتهر بين الناس كافة بأنه أعظم الناس استمساكاً بالفضيلة، وكان الناس يقولون إنه من سلالة بروتس الذي طرد الملوك قبل ذلك الوقت بأربعمائة وستة وأربعين عاماً. وكانت أمه سرفليا أختاً غير شقيقة لكاتو، وزوجته بورشيا ابنة كاتو وأرملة ببيولس عدو قيصر؛ ويقول أبيان «إن الناس كانوا يظنون أن بروتس نفسه ابن قيصر لأن قيصر كان عشيق سرفليا في الوقت الذي ولد فيه بروتس». ويضيف أفلوطرخس إلى ذلك أن قيصر كان يعتقد أن بروتس ولده.
ولا يبعد أن يكون بروتس نفسه ممن يعتقدون هذا الاعتقاد، وأنه كان يحقد على قيصر لأنه أفسد أخلاق أمه وجعله مضغة في أفواه الرومان، يقولون عنه إنه ابن زانية بدل أن يكون من نسل آل بروتس. وكان هو على الدوام مكتئباً يميل إلى الصمت كأن ظلماً حل به يجثم على صدره ويشغل باله، وذلك في الوقت الذي كان فيه فخوراً معجباً بنفسه، لأنه أياً كان مولده يجري في عروقه دم الأشراف. وكان يجيد اللغة اليونانية ويجب الفلسفة، وكان في علم ما وراء الطبيعة من القائلين برأي أفلاطون، وفي الأخلاق من أتباع زينون. وكان مما انطبع في ذهنه أن الرواقية تتفق مع المبادئ اليونانية والرومانية في الحث على قتل الطغاة الظالمين. وقد كتب في هذا إلى صديق له يقول: «إن آباءنا كانوا يعتقدون أنه لا ينبغي لنا أن نخضع للمستبد ولو كان هذا المستبد أبانا نفسه». وقد ألف رسالة في الفضيلة وخلط الناس في المستقبل بينه وبين هذا الوصف، وإن كان بعيداً عنه. فقد أقرض أهل سلاميس Salamis في قبرص عن طريق بعض الوسطاء أموالاً بسعر ثمانية وأربعين في المائة، ولما تذمروا من أداء ما تراكم عليهم من الفوائد ألح على شيشرون، وكان وقتئذ قنصلاً في قليقية، أن يستعين بالجيوش الرومانية على جمع المال. وقد حكم غالة الجنوبية حكماً صالحاً يمتاز بحسن الإدارة والكفاية، ولما عاد إلى رومه عينه قيصر بريتوراً Praetor على الحواضر. وقد ثار كل عنصر طيب فيه على مقترحات قيصر، وأخذ كاسيوس يذكره بآبائه على الظلم، ولعل بروتس قد شعر بأنه يتحداه بأن يثبت أنه من نسلهم وبأن يحذو حذوهم. وكان هذا الشاب الحسّاس يحمرّ وجهه خجلاً حين يرى تمثال بروتس الأكبر أمثال هذه العبارة:
أي بروتس! هل مت؟ وإلا فإن آباءك براء منك
وقد أهدى إليه شيشرون عدة من رسائله كتبها في تلك السنين، وسرت في ذلك الوقت بين الأشراف شائعة فحواها أن لوسيوس كتا Lucius Cotta سيعرض على مجلس الشيوخ في اجتماعه المقبل الذي سيكون في الخامس من شهر مارس اقتراحاً بتنصيب قيصر ملكاً، لأن عرّافة سيبيل قالت إن البارثيين لن يهزموا إلا على يد مل. وقال كاسيوس إن المجلس، وقد أصبح نصف أعضائه ممن عينهم قيصر، سوف يوافق على هذا الاقتراح، وإنه لن يبقى بعد ذلك أمل في عودة الحكم الجمهوري. وتأثر بروتس بهذا كله، واستسلم، واخذ المتآمرون بعد ذلك يحكمون أمرهم ويضعون خططهم. واستخلصت بورشيا السر من زوجها، بأن طعنت نفسها بخنجر في فخذها لتبرهن بذلك على أنه ما من أذى يصيبها في جسمها يحملها على أن تنطق بشيء رغم إرادتها.وأصر بروتس في لحظة غير مواتية له على ألا يمس أنطونيوس بأذى.

### قتل يوليوس قيصر
وحدث في مساء اليوم الرابع عشر من شهر مارس أن عرض قيصر على من كانوا مجتمعين في منزله أن يكون موضوع حديثهم «ما هي خير طريقة للموت؟» وأجاب هو عن ذلك السؤال بقوله: «إنها الميتة المفاجئة». وتوسلت إليه زوجه في صباح اليوم الثاني ألا يذهب إلى مجلس الشيوخ، وقالت إنها رأته في نومها ملطخاً بالدماء؛ وحاول خادم آخر، كان يرى مثل رأيها، أن يفتعل نذيراً بمنع قيصر من الذهاب، فتسبب في سقوط صورة لأحد أسلافه معلقة على جدار، ولكن دسمس بروتس Decimus Brutus، وهو صديق حميم لقيصر وأحد المتآمرين، ألح عليه أن يحضر الاجتماع وإن لم يفعل فيه أكثر من أن يطلب بنفسه في رقة ومجاملة تأجيل الجلسة إلى وقت آخر.
وأقبل صديق لقيصر عرف نبأ المؤامرة ليحذره فوجده قد غادر داره في طريقه إلى المجلس. وقابل في طريقه عرافاً كان قد أسر إليه من قبل أن «يحذر اليوم الخامس عشر من شهر مارس» وقال له قيصر وهو يبتسم، إن الخامس عشر من مارس قد جاء ولم يصب فيه بسوء، فأجابه اسبورنا Sburinna «نعم ولكنه لم يمض بعد». وبينا كان قيصر يقرب القربان الذي كان من المألوف تقريبه قبل الجلسة أمام ملهى بومبي حيث يعقد المجلس اجتماعه إذ وضع أحدهم في يده لوحة صغيرة يحذره فيها من لمؤامرة ولكنه لم يعبأ بها. وتقول الرواية المأثورة إن هذه اللوحة وجدت في يده بعد مقتله.
وشغل تربونيوس Trebonius- وهو أحد المتآمرين، وكان من قبل أحد قواد قيصر المقربين- أنطونيوس بالحديث فعطله عن حضور الاجتماع. ولما دخل قيصر الملهى واتخذ فيه مجلسه هجم "دعاة الحرية" من فورهم عليه. ويقول سيوتونيوس: "لقد كتب بعضهم يقولون إنه حين هجم عليه ماركس بروتس قال باللغة اليونانية Kai su teknon- "وأنت أيضاً يا ولدي". فأجابه "إني أحبك لكنني أحب روما أكثر". فقال قيصر: "إذا فتحيا روما وليمت قيصر"...
ويقول أبيان إن قيصر حين طعنه بروتس امتنع عن كل مقاومة، وغطى وجهه ورأسه بثوبه، واستسلم للضربات، وسقط عند قدمي تمثال بومبي.

## وصلات خارجية
- بروتس على موقع الموسوعة البريطانية (الإنجليزية)

- تدوينة عن اغتيال يوليوس قيصر وعبارته الشهيرة لبروتس: حتى أنت يا صغير!
- Information on Marcus Junius Brutus from www.Greektext.com
- Livius.org: Brutus